# 鄉村音樂名人堂
鄉村音樂名人堂（Country Music Hall of Fame and Museum），在1961年成立，保留鄉村音樂的發展歷史和傳統，及教育觀眾。鄉村音樂名人堂為本地歷史博物館和國際藝術組織，位於美國田納西州納什維爾第五大道。服務的觀眾包括球迷，學生，學者，音樂業和一般公眾。